# Eckart Förster (Mediziner)
Eckart Förster (* 3. Juni 1920 in Freiberg; † 1. September 1999 in Essen) war ein deutscher Kinder- und Jugendpsychiater.

## Leben
Nachdem er 1939 das Abitur am Realgymnasium Radebeul gemacht hatte und der Dienstpflicht im Reichsarbeitsdienst nachgekommen war, studierte er an der Martin-Luther-Universität Halle-Wittenberg und der Julius-Maximilians-Universität Würzburg Vorklinik. Nach dem Physikum diente er 1941/42 in der Nachrichtentruppe und als Feldunterarzt der Reserve in der Sanitätstruppe der Wehrmacht. In Russland verwundet, durfte er ab dem Wintersemester 1942/43 das Medizinstudium an der Rheinischen Friedrich-Wilhelms-Universität Bonn fortsetzen. Zum Sommersemester 1943 wechselte er an die Universität Leipzig. Als Angehöriger einer Studentenkompanie wurde er 1943 im Corps Misnia IV aktiv. Er focht zwei  Mensuren. 1944 gehörte er zu den zehn Corpsstudenten, die die verschwörerische Rekonstitution des KSCV beschlossen. 1949 wurde er in das damals in Erlangen ansässige Corps Lusatia Leipzig übernommen. 1945 wurde er in Leipzig zum Dr. med. promoviert. Nachdem er bei Werner Wagner in Leipzig, Tübingen und Marburg zum Kinder- und Jugendpsychiater ausgebildet worden war, wurde er im Januar 1957 Leiter der Erziehungsberatungsstelle in Essen. Zugleich leitete er die Jugendpsychiatrische Abteilung des Evangelischen Krankenhauses Essen-Werden. Indem er 1963 die erste Tagesstätte für Psychotherapie einrichtete, wurde er zu einem Pionier der sozialpsychiatrischen Versorgung. Als Leitender Medizinaldirektor wurde er 1982 in Essen pensioniert.

## Ehrenämter
- Beirat der Zeitschrift für Kinder- und Jugendpsychiatrie (ab 1973)
- Vorsitzender der Deutschen Gesellschaft für Kinder- und Jugendpsychiatrie und -psychotherapie (1980/81)

## Ehrungen
- Bundesverdienstkreuz am Bande (1988)
- Ehrenmitglied des Berufsverbandes der Deutschen Ärzte für Kinder- und Jugendpsychiatrie

## Werke
- Die Bewußtseinsinhalte. Marburg 2001
- Kooperation bei der Versorgung psychisch kranker Kinder und Jugendlicher. Göttingen 1981
- Selbststeuerung. Bern 1973
- Jugendpsychiatrische und psychologische Diagnostik. Bern 1966